# Eliminatórias da Copa do Mundo FIFA de 2022 – UEFA (Grupo J)
O Grupo J das eliminatórias da UEFA para a Copa do Mundo FIFA de 2022 foi formado pela Alemanha, Romênia, Islândia, Macedônia do Norte, Armênia e Liechtenstein.
O vencedor do grupo irá se classificou automaticamente para a Copa do Mundo de 2022. Além dos demais nove vencedores de grupos, os nove melhores segundos colocados avançaram para a segunda fase, que será disputada no sistema de play-offs.

## Classificação
|  | Equipes qualificadas para a Copa do Mundo de 2022 |
|  | Equipes qualificadas para a segunda fase          |
|  | Equipes eliminadas                                |

| Pos | Equipe             | Pts | J  | V | E | D | GP | GC | SG  | Classificado                              |  | GER | MKD | ROU | ARM | ISL | LIE |
| --- | ------------------ | --- | -- | - | - | - | -- | -- | --- | ----------------------------------------- |  | --- | --- | --- | --- | --- | --- |
| 1   | Alemanha           | 27  | 10 | 9 | 0 | 1 | 36 | 4  | +32 | qualificadas para a Copa do Mundo de 2022 |  | —   | 1–2 | 2–1 | 6–0 | 3–0 | 9–0 |
| 2   | Macedônia do Norte | 18  | 10 | 5 | 3 | 2 | 23 | 11 | +12 | qualificadas para a segunda fase          |  | 0–4 | —   | 0–0 | 0–0 | 3–1 | 5–0 |
| 3   | Romênia            | 17  | 10 | 5 | 2 | 3 | 13 | 8  | +5  | Eliminado                                 |  | 0–1 | 3–2 | —   | 1–0 | 0–0 | 2–0 |
| 4   | Armênia            | 12  | 10 | 3 | 3 | 4 | 9  | 20 | −11 | Eliminado                                 |  | 1–4 | 0–5 | 3–2 | —   | 2–0 | 1–1 |
| 5   | Islândia           | 9   | 10 | 2 | 3 | 5 | 12 | 18 | −6  | Eliminado                                 |  | 0–4 | 2–2 | 0–2 | 1–1 | —   | 4–0 |
| 6   | Liechtenstein      | 1   | 10 | 0 | 1 | 9 | 2  | 34 | −32 | Eliminado                                 |  | 0–2 | 0–4 | 0–2 | 0–1 | 1–4 | —   |

## Partidas
O calendário de partidas foi divulgado pela UEFA em 8 de dezembro de 2020. As partidas entre 27 de março e a partir de 31 de outubro seguem o fuso horário UTC+1 (rodadas 1–2 e 9–10). Para as partidas entre 28 de março e 30 de outubro o fuso horário seguido é o UTC+2 (rodadas 3–8).
| 25 de março de 2021 | Alemanha                                | 3 – 0                             | Islândia | MSV-Arena, Duisburgo                    |
| 20:45               | Goretzka 3' · Havertz 7' · Gündoğan 56' | Relatório (FIFA) Relatório (UEFA) |          | Público: 0 Árbitro: SRB Srđan Jovanović |

| 25 de março de 2021 | Liechtenstein | 0 – 1                             | Armênia             | Rheinpark Stadion, Vaduz                  |
| 20:45               |               | Relatório (FIFA) Relatório (UEFA) | Frommelt 83' (g.c.) | Público: 0 Árbitro: AUT Julian Weinberger |

| 25 de março de 2021 | Romênia                             | 3 – 2                             | Macedônia do Norte         | Arena Națională, Bucareste              |
| 20:45               | Tănase 28' · Mihăilă 50' · Hagi 86' | Relatório (FIFA) Relatório (UEFA) | Ademi 82' · Trajkovski 83' | Público: 0 Árbitro: POR Fábio Veríssimo |

| 28 de março de 2021 | Armênia                        | 2 – 0                             | Islândia | Estádio Republicano, Erevã              |
| 18:00               | Barseghyan 53' · Bayramyan 74' | Relatório (FIFA) Relatório (UEFA) |          | Público: 4 300 Árbitro: ALB Enea Jorgji |

| 28 de março de 2021 | Macedônia do Norte                                                  | 5 – 0                             | Liechtenstein | Arena Toše Proeski, Escópia            |
| 20:45               | Bardhi 7' · Trajkovski 51', 54' · Elmas 62' · Nestorovski 82' (pen) | Relatório (FIFA) Relatório (UEFA) |               | Público: 0 Árbitro: UKR Mykola Balakin |

| 28 de março de 2021 | Romênia | 0 – 1                             | Alemanha   | Arena Națională, Bucareste             |
| 20:45               |         | Relatório (FIFA) Relatório (UEFA) | Gnabry 17' | Público: 0 Árbitro: FRA Clément Turpin |

| 31 de março de 2021 | Armênia                                            | 3 – 2                             | Romênia           | Estádio Republicano, Erevã                   |
| 18:00               | Spertsyan 56' · Haroyan 87' · Barseghyan 89' (pen) | Relatório (FIFA) Relatório (UEFA) | Cicâldău 62', 72' | Público: 4 300 Árbitro: LVA Andris Treimanis |

| 31 de março de 2021 | Alemanha           | 1 – 2                             | Macedônia do Norte       | MSV-Arena, Duisburgo                   |
| 20:45               | Gündoğan 63' (pen) | Relatório (FIFA) Relatório (UEFA) | Pandev 45+2' · Elmas 85' | Público: 0 Árbitro: RUS Sergei Karasev |

| 31 de março de 2021 | Liechtenstein | 1 – 4                             | Islândia                                                                 | Rheinpark Stadion, Vaduz                  |
| 20:45               | Y. Frick 79'  | Relatório (FIFA) Relatório (UEFA) | Sævarsson 12' · Bjarnason 45+1' · Pálsson 77' · Sigurjónsson 90+4' (pen) | Público: 0 Árbitro: SWE Mohammed Al-Hakim |

| 2 de setembro de 2021 | Islândia | 0 – 2                             | Romênia               | Laugardalsvöllur, Reiquiavique               |
| 20:45                 |          | Relatório (FIFA) Relatório (UEFA) | Man 47' · Stanciu 83' | Público: 1 961 Árbitro: BLR Aleksei Kulbakov |

| 2 de setembro de 2021 | Liechtenstein | 0 – 2                             | Alemanha              | Kybunpark, São Galo (Suíça)                 |
| 20:45                 |               | Relatório (FIFA) Relatório (UEFA) | Werner 41' · Sané 77' | Público: 7 958 Árbitro: POR Fábio Veríssimo |

| 2 de setembro de 2021 | Macedônia do Norte | 0 – 0                             | Armênia | Arena Toše Proeski, Escópia                   |
| 20:45                 |                    | Relatório (FIFA) Relatório (UEFA) |         | Público: 3 147 Árbitro: POR Artur Soares Dias |

| 5 de setembro de 2021 | Islândia                           | 2 – 2                             | Macedônia do Norte          | Laugardalsvöllur, Reiquiavique            |
| 18:00                 | Br. Bjarnason 78' · Guðjohnsen 84' | Relatório (FIFA) Relatório (UEFA) | Velkovski 12' · Alioski 54' | Público: 1 862 Árbitro: SVK Ivan Kružliak |

| 5 de setembro de 2021 | Alemanha                                                             | 6 – 0                             | Armênia | Mercedes-Benz Arena, Stuttgart              |
| 20:45                 | Gnabry 6', 15' · Reus 35' · Werner 45' · Hofmann 52' · Adeyemi 90+1' | Relatório (FIFA) Relatório (UEFA) |         | Público: 18 086 Árbitro: SCO William Collum |

| 5 de setembro de 2021 | Romênia               | 2 – 0                             | Liechtenstein | Arena Națională, Bucareste                  |
| 20:45                 | Toșca 11' · Manea 18' | Relatório (FIFA) Relatório (UEFA) |               | Público: 9 404 Árbitro: UKR Kateryna Monzul |

| 8 de setembro de 2021 | Armênia                | 1 – 1                             | Liechtenstein | Estádio Republicano, Erevã                |
| 18:00                 | Mkhitaryan 45+5' (pen) | Relatório (FIFA) Relatório (UEFA) | N. Frick 80'  | Público: 14 400 Árbitro: CRO Duje Strukan |

| 8 de setembro de 2021 | Islândia | 0 – 4                             | Alemanha                                        | Laugardalsvöllur, Reiquiavique             |
| 20:45                 |          | Relatório (FIFA) Relatório (UEFA) | Gnabry 4' · Rüdiger 24' · Sané 56' · Werner 89' | Público: 3 505 Árbitro: SWE Andreas Ekberg |

| 8 de setembro de 2021 | Macedônia do Norte | 0 – 0                             | Romênia | Arena Toše Proeski, Escópia                     |
| 20:45                 |                    | Relatório (FIFA) Relatório (UEFA) |         | Público: 5 260 Árbitro: ESP Antonio Mateu Lahoz |

| 8 de outubro de 2021 | Alemanha                | 2 – 1                             | Romênia | Volksparkstadion, Hamburgo                |
| 20:45                | Gnabry 52' · Müller 81' | Relatório (FIFA) Relatório (UEFA) | Hagi 9' | Público: 25 000 Árbitro: TUR Cüneyt Çakır |

| 8 de outubro de 2021 | Islândia        | 1 – 1                             | Armênia          | Laugardalsvöllur, Reiquiavique               |
| 20:45                | Jóhannesson 77' | Relatório (FIFA) Relatório (UEFA) | Hovhannisyan 35' | Público: 1 697 Árbitro: MNE Nikola Dabanović |

| 8 de outubro de 2021 | Liechtenstein | 0 – 4                             | Macedônia do Norte                                              | Rheinpark Stadion, Vaduz                       |
| 20:45                |               | Relatório (FIFA) Relatório (UEFA) | Velkovski 39' · Alioski 66' (pen) · Nikolov 74' · Churlinov 83' | Público: 1 628 Árbitro: POL Bartosz Frankowski |

| 11 de outubro de 2021 | Islândia                                                          | 4 – 0                             | Liechtenstein | Laugardalsvöllur, Reiquiavique                   |
| 20:45                 | Þórðarson 19' · Guðmundsson 35' (pen), 79' (pen) · Guðjohnsen 89' | Relatório (FIFA) Relatório (UEFA) |               | Público: 4 461 Árbitro: GRE Ioannis Papadopoulos |

| 11 de outubro de 2021 | Macedônia do Norte | 0 – 4                             | Alemanha                                    | Arena Toše Proeski, Escópia                 |
| 20:45                 |                    | Relatório (FIFA) Relatório (UEFA) | Havertz 50' · Werner 70', 73' · Musiala 83' | Público: 16 182 Árbitro: NED Danny Makkelie |

| 11 de outubro de 2021 | Romênia     | 1 – 0                             | Armênia | Stadionul Steaua, Bucareste                 |
| 20:45                 | Mitriță 26' | Relatório (FIFA) Relatório (UEFA) |         | Público: 13 576 Árbitro: ITA Daniele Orsato |

| 11 de novembro de 2021 | Armênia | 0 – 5                             | Macedônia do Norte                                                | Estádio Republicano, Erevã                              |
| 18:00                  |         | Relatório (FIFA) Relatório (UEFA) | Trajkovski 22' · Bardhi 36', 67' (pen), 90' (pen) · Ristovski 79' | Público: 7 200 Árbitro: ESP José María Sánchez Martínez |

| 11 de novembro de 2021 | Alemanha | 9 – 0                             | Liechtenstein | Volkswagen Arena, Wolfsburg                  |
| 20:45                  | Gündoğan 11' (pen) · Kaufmann 20' (g.c.) · Sané 22', 49' · Reus 23' · Müller 76', 86' · Baku 80' · Göppel 89' (g.c.) | Relatório (FIFA) Relatório (UEFA) |               | Público: 25 984 Árbitro: CRO Ivana Martinčić |

| 11 de novembro de 2021 | Romênia | 0 – 0                             | Islândia | Stadionul Steaua, Bucareste            |
| 20:45                  |         | Relatório (FIFA) Relatório (UEFA) |          | Público: 0 Árbitro: RUS Sergei Karasev |

| 14 de novembro de 2021 | Armênia              | 1 – 4                             | Alemanha                                              | Estádio Republicano, Erevã                     |
| 18:00                  | Mkhitaryan 59' (pen) | Relatório (FIFA) Relatório (UEFA) | Havertz 15' · Gündoğan 45+4' (pen), 50' · Hofmann 64' | Público: 12 800 Árbitro: FRA François Letexier |

| 14 de novembro de 2021 | Liechtenstein | 0 – 2                             | Romênia            | Rheinpark Stadion, Vaduz              |
| 18:00                  |               | Relatório (FIFA) Relatório (UEFA) | Man 8' · Bancu 87' | Público: 2 237 Árbitro: SVN Matej Jug |

| 14 de novembro de 2021 | Macedônia do Norte          | 3 – 1                             | Islândia         | Arena Toše Proeski, Escópia               |
| 18:00                  | Alioski 7' · Elmas 65', 86' | Relatório (FIFA) Relatório (UEFA) | Þorsteinsson 54' | Público: 15 986 Árbitro: ITA Davide Massa |

## Artilharia
5 gols
- GER İlkay Gündoğan
- GER Serge Gnabry
- GER Timo Werner

4 gols
- GER Leroy Sané
- MKD Aleksandar Trajkovski
- MKD Elif Elmas
- MKD Enis Bardhi

3 gols
- GER Kai Havertz
- GER Thomas Müller
- MKD Ezgjan Alioski

2 gols
- ARM Henrikh Mkhitaryan
- ARM Tigran Barseghyan
- GER Jonas Hofmann
- GER Marco Reus
- ISL Albert Guðmundsson
- ISL Andri Guðjohnsen
- MKD Darko Velkovski
- ROU Alexandru Cicâldău
- ROU Dennis Man
- ROU Ianis Hagi

1 gol
- ARM Eduard Spertsyan
- ARM Kamo Hovhannisyan
- ARM Khoren Bayramyan
- ARM Varazdat Haroyan
- GER Antonio Rüdiger
- GER Jamal Musiala
- GER Karim Adeyemi
- GER Leon Goretzka
- GER Ridle Baku
- ISL Birkir Bjarnason
- ISL Birkir Már Sævarsson
- ISL Brynjar Ingi Bjarnason
- ISL Ísak Bergmann Jóhannesson
- ISL Jón Dagur Þorsteinsson
- ISL Rúnar Már Sigurjónsson
- ISL Stefán Teitur Þórðarson
- ISL Victor Pálsson
- LIE Noah Frick
- LIE Yanik Frick
- MKD Arijan Ademi
- MKD Boban Nikolov
- MKD Darko Churlinov
- MKD Goran Pandev
- MKD Ilija Nestorovski
- MKD Milan Ristovski
- ROU Alexandru Mitriță
- ROU Alin Toșca
- ROU Cristian Manea
- ROU Florin Tănase
- ROU Nicolae Stanciu
- ROU Nicușor Bancu
- ROU Valentin Mihăilă

Gols contra
- LIE Daniel Kaufmann (para a Alemanha)
- LIE Maximilian Göppel (para a Alemanha)
- LIE Noah Frommelt (para a Armênia)